# HIV/AIDS v Africe

Počet HIV nemocných v roce 2007.

HIV/AIDS je hlavním problémem veřejného zdraví, a také nejčastější příčinou úmrtí v Africe. Přestože je Afrika domovem 14,5% obyvatel Země, odhaduje se, že na tomto kontinentě žije 67% všech nakažených. V Africe se v roce 2009 úmrtnost na AIDS pohybovala okolo 72%.

## Přehled
| Oblast                   | Četnost HIV pozitivních (mezi 15–49) | Celkem HIV pozitivních | Úmrtí na AIDS v roce 2005 |
| ------------------------ | ------------------------------------ | ---------------------- | ------------------------- |
| Subsaharská Afrika       | 5,0 %                                | 22,5 miliónů           | 1,3 milionu               |
| Celosvětově              | 0,8 %                                | 33,3 miliónů           | 1,8 milionu               |
| Severní Amerika          | 0,5 %                                | 1,5 milionu            | 26 000                    |
| Západní a střední Evropa | 0,2 %                                | 820 000                | 8 500                     |

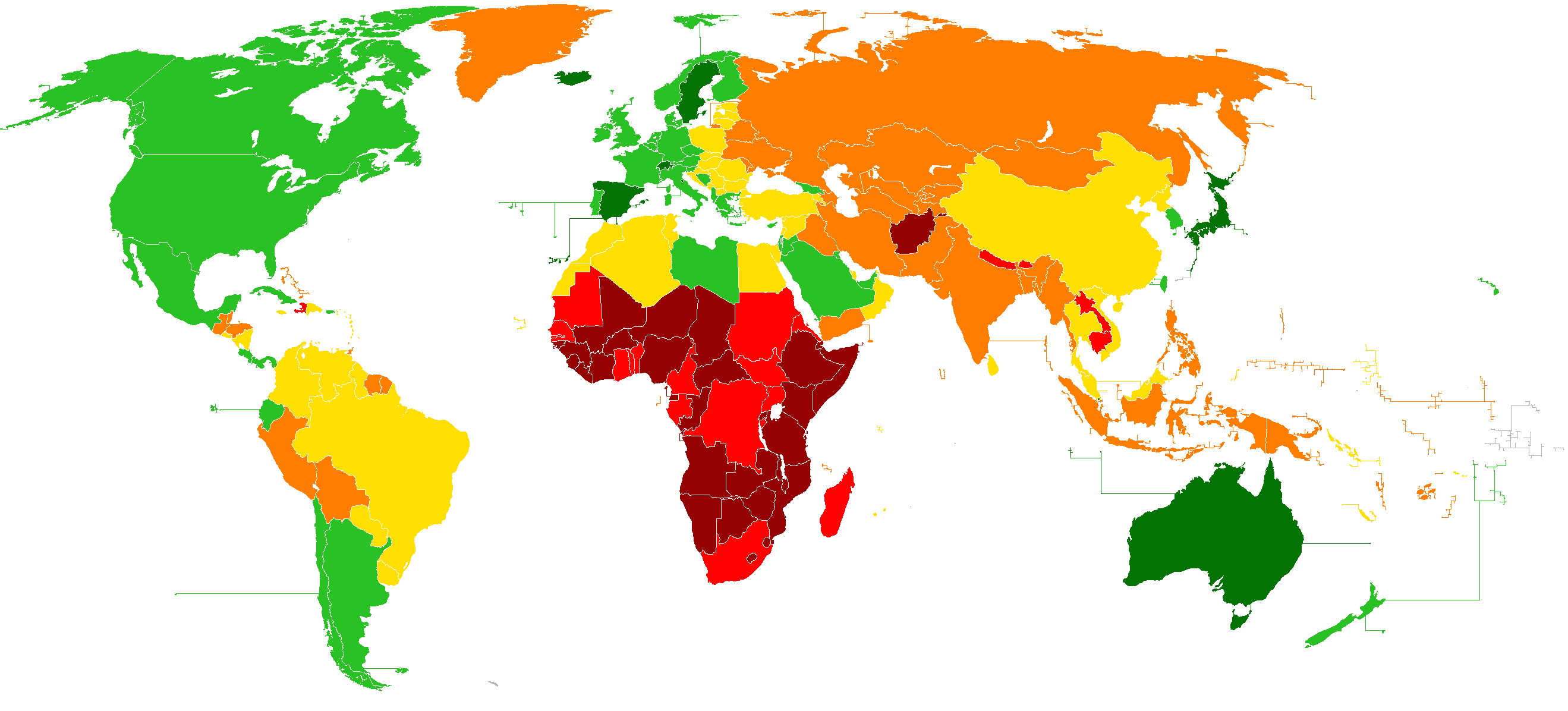
Onemocnění způsobilo prudký pokles průměrného věku obyvatelstva. Nejhůře byla zřejmě zasažena Botswana, ovšem velmi pozitivní situace je v Ugandě, kde se díky jednotlivým programům pro boj s nemocí podařilo situaci zlepšit. (Zdroj: World Bank World Development Indicators, 2004).

Společný program OSN pro HIV/AIDS (UNAIDS) předpověděl výsledky pro tento region do roku 2025. Kulminace či případný pokles počtu úmrtí do roku 2012 bude nahrazen prudkým nárůstem počtu úmrtí a počtu infikovaných s počtem 9 miliónů nově infikovaných.
Bez správné zdravotní péče a účinných léků (např. antiretrovirotika), které jsou k dispozici ve vyspělých zemích, nebude schopno velké množství lidí brzy pracovat a budou vyžadovat stále nákladnější zdravotní péči, což povede k totálnímu kolapsu společnosti a ekonomiky v daných zemích.

## Původ AIDS v Africe
Nedávná studie uvedla, že původ AIDS je v západní Africe. Minulé teorie spojovaly tuto nemoc s konzumací opičího masa v Kamerunu a také se sexuálními praktikami s těmito zvířaty, ale tyto teorie byly zpochybněny. Podle současných teorií se sice měl virus přenést z opic, přesněji ze šimpanzů, a to během kolonizačního období, kdy se virus v lidské populaci usadil okolo roku 1930.

## Příčiny šíření

### Sociální faktor
Existuje mnoho sociálních faktorů, které ovlivňují šíření nemoci. Mezi hlavní činitele šíření patří církev, která má na místní obyvatele obrovský vliv, a proto je zde malé procento lidí, kteří používají sexuální ochranné prostředky.

### Politický faktor
Mnoho afrických vůdců považuje zmínky o epidemii za vykonstruované a překroucené. Odmítají názory vědecké komunity. Velmi častá je též skutečnost, že představitelé o problému vědí, ale kvůli vysoké míře zkorumpovanosti se peníze vydané na boj s nemocí ztratí.

### Zdravotnictví
Když člen rodiny onemocní virem HIV nebo i jinou nemocí, členové rodiny prodají všechny jeho věci, aby měli na jeho léčbu. V mnoha afrických zemí, ale zdravotnická zařízení chybí. Díky světovým organizacím se tento problém daří zmenšovat, avšak stále chybí kvalifikovaný personál. Nejvíce zdravotních pracovníků je v zemi z Austrálie, Kanady a USA.

#### Odliv mozků
Africké zdravotnictví je těžce zasažené takzvaným odlivem mozků, kdy veškeré lékařské kapacity na vyšší úrovni odchází do zahraničí, aby měly lepší pracovní podmínky. Nejlepším příkladem je Manchester a Malawi, kdy v Manchesteru bylo více původem malawiských lékařů, než tomu bylo v samotném Malawi.

## Vývoj v jednotlivých regionech

### Východní a střední Afrika
Do této části Afriky spadají země Uganda, Keňa, Demokratická republika Kongo, Republika Kongo, Gabon, Rovníková Guinea, Středoafrická republika, Rwanda, Burundi, Etiopie a Eritrea.
V roce 1982 byla Uganda prvním státem, který nahlásil případy HIV. Následovala jej Keňa v roce 1984 a poté Tanzanie roku 1985.
| Country                      | Procento nemocných | Celkem případů HIV | Úmrtí v roce 2009 |
| ---------------------------- | ------------------ | ------------------ | ----------------- |
| Tanzanie                     | 5.6%               | 1,400,000          | 86,000            |
| Keňa                         | 6.3%               | 1,500,000          | 80,000            |
| Republika Kongo              | 3.4%               | 77,000             | 5,100             |
| Demokratická republika Kongo | 1.2-1.6%           | 430,000-560,000    | 26,000-40,000     |
| Uganda                       | 6.5%               | 1,200,000          | 64,000            |
| Eritrea                      | 0.8%               | 25,000             | 1,700             |

Některé oblasti východní Afriky se začíná projevovat procentuální pokles nakaženosti obyvatelstva virem HIV. Na začátku roku 1990 bylo 13% obyvatel Ugandy HIV pozitivních, ale do konce roku 2010 klesla míra nakaženosti obyvatelstva na 6,5%. Mezi lety 1997-1998 byla míra nakaženosti v Keni 13,6%, která klesla na dnešních 6,3%. Nakaženost obyvatelstva je stále vysoká, ale tato data ukazují pozitivní vývoj situace.

### Západní Afrika
Do oblasti Západní Afriky spadají země Mauritánie, Senegal, Gambie, Kapverdy, Guinea-Bissau, Guinea, Sierra Leone, Libérie, Pobřeží slonoviny, Ghana, Togo, Benin, Kamerun, Nigérie, Mali, Burkina Faso a Niger.
| Země          | Procento nemocných | Celkem případů HIV | Úmrtí v roce 2009 |
| ------------- | ------------------ | ------------------ | ----------------- |
| Kamerun       | 5.3%               | 610,000            | 37,000            |
| Côte d'Ivoire | 3.4%               | 450,000            | 36,000            |
| Libérie       | 1.5%               | 37,000             | 3,600             |
| Guinea-Bissau | 2.5%               | 22,000             | 1,200             |
| Togo          | 3.2%               | 120,000            | 8,700             |
| Nigérie       | 3.6%               | 3,300,000          | 220,000           |
| Gambie        | 2.0%               | 18,000             | <1000             |
| Burkina Faso  | 1.2%               | 110,000            | 7,100             |
| Ghana         | 1.8%               | 260,000            | 18,000            |
| Benin         | 1.2%               | 60,000             | 2,700             |
| Mali          | 1.0%               | 76,000             | 4,400             |
| Sierra Leone  | 1.6%               | 49,000             | 2,800             |
| Guinea        | 1.3%               | 79,000             | 4,700             |
| Niger         | 0.8%               | 61,000             | 4,300             |
| Senegal       | 0.9%               | 59,000             | 2,600             |
| Mauritánie    | 0.7%               | 14,000             | <1,000            |

### Svazijsko
HIV nákaza ve Svazijsku je bezprecedentně nejvyšší na světě. U všech dospělých je 26,1 procent nakažených, a více než 50% nakažených je mezi dospělými ve věku 20 let. Tento fakt téměř zastavil hospodářský a společenský pokrok, což dovedlo společnost na pokraj anarchie.
Epidemie HIV ve Svazijsku způsobila, že průměrný věk v této zemi je jen 32 let, což je nejméně na světě. Druhý nejnižší průměrný věk je v Angole, 38 let. HIV způsobuje ve Svazijsku 61% úmrtí. Ročně umře ve Svazijsku 2% populace na HIV nebo AIDS.

## Tuberkulóza
Mezi HIV/AIDS a tuberkulózou je velmi silná vazba, a to především právě v subsaharské Africe. Tuberkulóza je celosvětově největším zabijákem žen v reprodukčním věku a nejčastější příčinou úmrtí lidí nakažených virem HIV.
Vzhledem k tomu, že virus HIV zničil imunitní systém téměř čtvrtině obyvatel zasažených oblastí, je přenos tuberkulózy nezastavitelný a nemoc zasahuje i zdravé lidi.